# Marek Kardoš
Marek Kardoš (wym. [ˈmarɛk ˈkardoʃ]; ur. 15 kwietnia 1974 r. w Bratysławie) – słowacki siatkarz, reprezentant kraju, potem trener.
Na boisku grał na pozycji rozgrywającego. Występował w juniorskiej reprezentacji Czechosłowacji. W reprezentacji Słowacji występował w latach 1993–2003. Uczestniczył w Mistrzostwach Europy w 1997 i 2001. Z reprezentacją wywalczył 7. miejsce na ME 1997 w Holandii.
Z zespołem VKP Bratysława pięciokrotnie wywalczył mistrzostwo Słowacji. Z ekipami z Dubovej i Puchova zdobył wicemistrzostwo ekstraligi słowackiej. Wraz z Mostostalem wywalczył dwukrotnie mistrzostwo Polski (2002, 2003) oraz uczestniczył w Final Four Ligi Mistrzów (4. miejsce w roku 2002, 3. miejsce w roku 2003). W sezonie 2009/2010 występował w AZS-ie Częstochowa jako rozgrywający, po czym zakończył karierę zawodniczą i został trenerem tego klubu.
Dwukrotnie wywalczył mistrzostwo Słowacji w siatkówce plażowej (1999, 2003) wraz z Richardem Nemcem. W roku 2005 zajął piąte miejsce w plebiscycie na najlepszego słowackiego siatkarza.

## Sukcesy zawodnicze

### klubowe
Puchar Słowacji:
- 1994, 1995, 1996

Liga słowacka:
- 1994, 1995, 1996, 1997, 1998
- 2000, 2001

 Puchar Polski:
- 2002

Liga polska:
- 2002, 2003

Liga Mistrzów:
- 2003

Puchar Austrii:
- 2009

MEVZA - Liga Środkowoeuropejska:
- 2009

Liga austriacka:
- 2009

## Sukcesy trenerskie

### klubowe
Puchar Challenge:
- 2012

Liga słowacka:
- 2016, 2017
- 2018

Liga węgierska:
- 2019